# 蒂姆·埃兰德松
蒂姆·埃兰德松（瑞典語：Tim Erlandsson，1996年12月25日—），瑞典足球運動員。他現在效力於瑞典足球超級聯賽球隊艾斯基斯杜拿，在場上的位置是守門員。他也代表瑞典U21國家隊參賽，並參加了2016年奧運會和2017年歐洲U21足球錦標賽。

## 外部連結
- Soccerway profile （页面存档备份，存于）